# L'Odissea (miniserie televisiva)
L'Odissea (The Odyssey) è una miniserie televisiva del 1997, liberamente tratta dall'omonimo poema di Omero, diretta da Andrej Končalovskij.
Questa versione aggiunge alla storia anche alcuni elementi tratti dall'Iliade omerica e dall'Eneide di Virgilio.

## Trama

### Prima parte
Grecia antica. La vita del prode e astuto Ulisse, re guerriero dell'isola di Itaca, cambia improvvisamente in un giorno, che sarà il più bello e il più brutto che potesse immaginare: mentre la sua amatissima moglie Penelope partorisce il loro unico figlio Telemaco, arriva la notizia che i principali re della Grecia (Ulisse, Menelao e Agamennone) sono chiamati con le loro forze armate a partecipare alla guerra di Troia. Ulisse, a malincuore, è dunque costretto ad intraprendere un viaggio per mare lasciando a Itaca la moglie, il figlio appena nato e la vecchia madre Anticlea; Penelope è addolorata al pensiero che il marito potrebbe non fare mai più ritorno ma questi, prima di salpare, le fa promettere che se ancora non sarà a Itaca quando Telemaco fosse diventato adulto, lei avrebbe dovuto risposarsi.
Durante la traversata, Ulisse si sfoga con Atena, la dea benevola che di solito lo protegge, ma questa gli risponde di non poter intervenire perché quello che lui dovrà affrontare è parte del suo destino. Per i successivi dieci anni, greci e troiani si affrontano in violente, sanguinose ed estenuanti battaglie sotto le mura di Troia, che portano alla morte di migliaia di guerrieri di entrambe le fazioni. Tuttavia è proprio Ulisse che, ricorrendo alla sua grande astuzia, risolve il conflitto a favore dei greci: dopo l'uccisione del loro condottiero Achille, egli convince i demoralizzati compagni a costruire un gigantesco cavallo di legno dal ventre cavo nel quale nascondersi e di offrirlo come ai troiani come un trofeo fingendo di arrendersi. L'indovino Laocoonte, presagendo la strage, consiglia al re di Troia di rifiutare il dono ma viene messo a tacere da un serpente marino mandato dagli dei, che lo uccide stritolandolo. Senza altro sospetto, i troiani festeggiano quella che credono essere la loro vittoria e accolgono il cavallo di legno trasportandolo oltre le loro mura senza sapere di aver portato dentro anche i loro nemici; una volta addormentati, infatti, essi diventano facili vittime di Ulisse e dei suoi uomini che, usciti dal cavallo, compiono la loro vendetta sui troiani con un terribile massacro, saccheggiano la città ed infine la riducono in cenere per sempre. Euforico per quello che la sua mente gli ha permesso di fare senza alcun aiuto divino, Ulisse grida di non avere più bisogno del favore degli dei per fare quello che vuole e viene udito da Nettuno, il dio del mare, che inizialmente lo redarguisce per aver osato sfidare gli dei, dato che l'aveva aiutato inviando il serpente marino che ha ucciso Laocoonte e che senza il favore degli dei l'uomo non può fare nulla. Ulisse osa troppo rispondendogli che per anni non ha avuto aiuto dagli dei e quindi non gli deve nulla; in risposta alla totale mancanza di gratitudine, Nettuno lo maledice promettendogli che non gli avrebbe mai più permesso di tornare a Itaca e di rivedere la sua famiglia.
Intanto, a Itaca, Penelope sta allevando Telemaco nel mito del padre e continua ad attendere fiduciosa il suo ritorno rifiutandosi di credere che possa essere morto, contrariamente ad Anticlea, la cui speranza, con il passare degli anni, si sta spegnendo sempre di più. Ulisse non si lascia scoraggiare e riprende il mare diretto verso casa ma Nettuno mette in atto la sua minaccia e, servendosi di una coltre di nebbia persistente per mesi, riesce a separare la sua nave dal resto della flotta, impedendogli di orientarsi e conducendolo in acque sconosciute dove si perde. Quando finalmente la terraferma appare all'orizzonte, decide di fermarsi per fare rifornimento di cibo e chiedere ospitalità agli abitanti del posto. Esplorando la riva con alcuni dei suoi compagni, l'eroe trova un'enorme caverna piena di formaggio e di comodità che sembrerebbe essere la dimora di un pastore; in attesa di conoscerlo per offrirgli un dono, gli uomini preparano un banchetto ma, quando questi rientra, hanno una bruttissima sorpresa: il loro ospite non è un uomo ma il temibile e brutale ciclope Polifemo (un gigante con un occhio solo in mezzo alla fronte e abitudini antropofaghe) che, indispettito dalla loro intrusione, chiude l'uscita dalla caverna con un macigno e mangia vivo uno dei marinai. Tutti sono terrorizzati ma Ulisse ha un'idea e convince Polifemo (al quale si presenta con il nome di "Nessuno") a bere un vino fortemente alcolico facendolo ubriacare e addormentare quasi subito. Gli uomini vorrebbero approfittarne per fuggire ma il macigno che chiude la caverna è troppo grande per loro e solo il ciclope potrebbe spostarlo; a questo scopo Ulisse suggerisce di affilare un tronco d'ulivo e di infilzare Polifemo nel suo unico occhio mentre dorme. Così avviene e Polifemo, svegliato dal dolore e dalla disperazione, sposta effettivamente il macigno per correre a chiedere aiuto ai suoi fratelli ciclopi, urlando che "Nessuno lo ha accecato" e venendo chiaramente preso per pazzo, al che Ulisse e i suoi compagni possono finalmente tornare alla nave. Prima di allontanarsi però, Ulisse si vanta a gran voce di aver sconfitto il ciclope e questi, in preda alla furia, gli lancia contro il macigno, mancando la nave per poco. Polifemo, inoltre, è anche un figlio del dio Nettuno e il fatto che Ulisse lo abbia ferito inasprisce ancora di più il suo rancore verso di lui.
Dopo altro tempo passato a navigare, Ulisse si ferma su un'isola che casualmente si rivela essere abitata da Eolo, il dio dei venti; questi si mostra benevolo e gentile e sostiene di ammirare molto Ulisse per le sue doti poco comuni tra i mortali, al punto di volerlo premiare con un dono preziosissimo. Eolo infatti ritira dal cielo tutti i venti rinchiudendoli in un otre e lasciandone libero solo uno, quello che avrebbe soffiato la sua nave nella direzione giusta portandolo a Itaca in nove giorni, ma si raccomanda di non aprire mai l'otre fino all'arrivo. Emozionato al pensiero di rivedere il suo regno e i suoi cari così presto e senza doversi più preoccupare di nulla, Ulisse rimane al timone per tutto il tempo, giurando a sé stesso di rimanere insonne fino ad allora. Nove giorni dopo, come promesso, la costa di Itaca appare davvero all'orizzonte ma, sfortunatamente, proprio in quel momento Ulisse si addormenta permettendo ai suoi compagni, incuriositi dall'otre che credono pieno di tesori, di aprirlo. I venti vengono così liberati tutti insieme esplodendo nel cielo e scatenando all'istante una violentissima tempesta che arreca gravi danni alla nave e distrugge ogni speranza di raggiungere Itaca mentre, dalla costa, Penelope e Anticlea scorgono in lontananza la nave flagellata da onde gigantesche.
Deluso e furibondo, Ulisse si ritrova così di nuovo lontanissimo dalla sua casa e, arrivato a un'altra terra sconosciuta, manda alcuni dei suoi compagni in esplorazione; di questi, però, solo uno torna indietro spaventato, raccontando come tutti gli altri siano caduti vittime dell'incantesimo di una bellissima strega di nome Circe che li ha trasformati in animali e li tiene prigionieri. Ulisse decide di andare a liberarli da solo e, mentre sta scalando una rupe a mani nude, gli appare il messaggero degli dei, Ermes, che gli suggerisce di mangiare una particolare erba capace di renderlo immune alla magia. Arrivato al palazzo di Circe, questa si finge ospitale e gli offre da bere una sua pozione magica (simile a vino) che dovrebbe trasformarlo in un animale ma, accortasi che su di lui non ha effetto, la maga lo seduce invitandolo nel suo letto in cambio della restituzione dei suoi compagni. Infatti, mentre Ulisse e Circe hanno un rapporto sessuale, essi riprendono l'aspetto umano e la maga, per farsi perdonare, ospita tutti nel suo palazzo offrendogli ogni genere di comodità e facendo servire dalle sue ancelle il magico fiore di Loto, che confonde la mente.
Nel frattempo, a Itaca, la paziente attesa di Penelope viene turbata quando la vecchia Anticlea, ormai convinta che non rivedrà mai più il figlio, decide di porre fine al proprio dolore andando a morire nel mare nonostante il tentativo di Penelope di convincerla a tornare indietro. Intanto Ulisse scopre, con grande sgomento, che il palazzo di Circe è stregato in modo che il tempo al suo interno scorra diversamente che fuori, e di essere rimasto nel letto della maga per cinque anni (che gli sono sembrati cinque giorni). Furente, le ordina di aiutarlo a tornare a casa, ma Circe gli risponde che il solo a poterlo aiutare è l'indovino cieco Tiresia e che, essendo quest'ultimo morto, è necessario che lui vada a cercarlo nell'Ade portandogli un ariete in sacrificio. Ulisse e i suoi compagni ripartono. Intanto a Itaca, dati i quindici anni di assenza del re, comincia a diffondersi la voce secondo cui egli sarebbe morto in mare, e il suo palazzo viene rapidamente invaso da principi e nobili greci chiamati Proci, che omaggiano Penelope con i propri doni chiedendo di essere ospitati e che mirano a convincerla a risposarsi con uno di loro poiché tutti sperano di salire al trono. Tuttavia, sia Penelope che Telemaco ancora sono convinti che Ulisse sia vivo anche se ignorano perché non sia mai tornato, e rimangono sdegnati dalla prepotenza con cui i Proci, guidati dai perfidi Eurimaco e Antinoo, si insediano nella loro dimora maltrattando i servi e decisi a sperperare cibo e ricchezze finché la regina non avrà scelto.

### Seconda parte
Seguendo le indicazioni di Circe, Ulisse raggiunge il fuoco eterno del mondo dei morti e questa volta, nonostante i suoi uomini si offrano di accompagnarlo, decide di scendere a terra da solo mettendosi in cerca di Tiresia con l'ariete da sacrificare. Si addentra quindi tra le fiamme e, dopo l'iniziale terrore nel vedersi circondato dalle anime, che tuttavia lo lasciano passare, si reca al fiume di fuoco (lo Stige) dove l'indovino lo stava aspettando. Ulisse compie il sacrificio e Tiresia gli risponde che la rotta giusta da seguire gli sarà indicata dalla costellazione di Orione ma lo avverte anche del fatto che, durante la navigazione, dovrà passare per uno stretto nel quale abitano due orribili e pericolosissime creature chiamate Scilla e Cariddi, che l'esito della traversata sarà un disastro, e che solo Ulisse sopravviverà, mentre gli altri troveranno la loro fine per opera dei due mostri. Ulisse, soffocato dal fuoco, cerca di tornare alla nave e, prima di salpare, ha l'occasione di dare l'estremo saluto all'anima della madre, che gli rivela quello che i Proci stanno facendo ad Itaca. Questi, infatti, si sono rivelati fin da subito uomini ingordi e crudeli e continuano a farla da padroni nel palazzo reale segregando letteralmente Penelope nelle sue stanze e tramando l'eventualità di uccidere Telemaco per eliminare l'unico discendente di Ulisse che, da parte sua, ha la tentazione di farsi giustizia da solo (rischiando la vita, dato che i Proci sono in troppi). Per tenere a bada i suoi pretendenti, allora, la regina annuncia loro che intende cominciare a tessere una tela alla memoria del marito perduto e che, se Ulisse non sarà tornato a Itaca quando quella tela sarà finita, lei si arrenderà alla verità e sceglierà uno di loro come suo sposo; tuttavia Penelope tesse durante il giorno ma disfa durante la notte in modo che il suo lavoro non finisca mai. A questo punto Telemaco, per guadagnare altro tempo, raduna nel palazzo l'assemblea degli anziani di Itaca annunciando loro di voler attraversare il mare per andare in cerca del padre e pertanto chiede ed ottiene che gli sia concessa una nave e dei marinai, affinché sua madre abbia una prova certa che Ulisse sia ormai perduto. Eurimaco lo lascia partire, meditando però di assalirlo al suo ritorno. Tuttavia egli ignora che, camuffata tra gli anziani è presente anche la dea Atena, che premia il coraggio del giovane principe consigliandogli di cominciare le ricerche da Sparta (governata da Menelao) e inviandogli un vento propizio che soffi la sua nave nella direzione giusta.
Nel frattempo Ulisse si appresta ad attraversare lo stretto di Scilla e Cariddi ma questa volta l'impresa, come gli era stato predetto, ha un esito tragico: appena entrati, l'equipaggio soccombe immediatamente alle mostruose teste zannute di Scilla, che piombano sulla nave sbranando alcuni marinai, e poi (appena prima di mettersi al sicuro uscendo) anche a Cariddi che spalanca le fauci generando un baratro d'acqua che ingoia l'intera nave insieme a tutti i sopravvissuti, ad eccezione di Ulisse. Rimasto completamente solo in balìa del dio Nettuno, Ulisse trascorre diversi giorni sul mare finché, stremato dalla fame e dalla sete, viene condotto dalla corrente fino a una piccola isola calcarea che, fortunatamente, si rivela abitata da una bellissima ninfa chiamata Calipso, che lo accoglie molto calorosamente e che si innamora perdutamente di lui a prima vista. Approfittando del fatto che Ulisse non abbia più né la sua nave, né il suo equipaggio per potersene andare dalla sua isola, Calipso lo seduce continuamente nella speranza di essere un giorno ricambiata e di fargli dimenticare il suo proposito di tornare a Itaca dopo che l'eroe divorato dagli incubi gli rivela di aver perso tutti i suoi amici Calipso lo consola e gli dice di dimenticare quanto accaduto e di restare insieme a lei per essere nuovamente felice. Trascorrono così altri due anni in cui Ulisse rimane "prigioniero" dell'amore di Calipso, fino al giorno in cui alla ninfa appare Mercurio, venuto per conto di Zeus a comandarla di lasciare che l'eroe riprenda il suo viaggio senza opporsi; lei cerca di protestare perché sa che nessuno degli dei si è curato di lui in quegli anni di sofferenza ad eccezione di lei che lo ha fatto tornare sereno e felice ma viene minacciata che se non lascerà partire Ulisse la sua isola sprofonderà negli abissi e così, furiosa e amareggiata, indica a Ulisse dove trovare della legna secca con cui fabbricarsi una zattera. Dopo qualche giorno di febbrile lavoro, Ulisse finisce la zattera, si procura delle provviste e riprende il mare dicendo addio a Calipso, malgrado quest'ultima lo implori di restare scongiurandolo di rimanere con lei promettendogli l'immortalità. Seppur capisca i sentimenti di Calipso Ulisse non può restare perché preferisce vivere e invecchiare con sua moglie e dato un sofferto addio a Calipso riprende il viaggio verso casa.
Intanto, a Itaca, Penelope continua a nutrire la sua speranza grazie all'espediente della tela infinita ma viene tradita dalla sua ancella Melanto che, essendosi innamorata di Eurimaco, il più bello dei Proci, ha rivelato il trucco a quest'ultimo, che promette alla regina di non dire nulla agli altri a condizione che lei lo scelga come suo sposo dichiarando però che lui è venuto per lei non per il suo regno; ma la donna rifiuta credendo ancora nel ritorno del marito e tale convinzione resterà finché Telemaco non sarà tornato con la prova che dimostra che Ulisse è morto. Eurimaco non sopportando oltre avendone abbastanza rivela l'inganno ai suoi compagni, di conseguenza Penelope viene smascherata e i Proci distruggono e bruciano la tela in segno di disprezzo per essere stati presi in giro.
Intanto, sulla sua zattera, Ulisse sta navigando in direzione di Itaca ma ancora una volta il dio Nettuno lo ostacola, scatenando una terribile tempesta che gli distrugge la zattera lasciandolo in preda alla disperazione. Ulisse chiede al dio il perché gli abbia provocato tutta questa sofferenza e cosa voglia da lui; il dio in risposta a ciò gli riferisce che lui non ha intenzione di ucciderlo ma di fargli capire che un uomo senza il favore degli dei non è niente. Ulisse, avendo osato sentirsi superiore agli dei e creduto di poter fare qualunque cosa, ha peccato di orgoglio, e se non si renderà conto di ciò i suoi tormenti non avranno mai fine. Qualche giorno dopo l'eroe, sopravvissuto a stento, viene ritrovato privo di sensi sulla spiaggia della terra dei Feaci, un popolo pacifico e accogliente che lo affida alle cure del re Alcinoo, il quale lo ospita nel suo palazzo e lo fa partecipare al suo banchetto; quando poi Ulisse svela la sua identità, Alcinoo si dice onorato di trovarsi di fronte al grande Ulisse, l'eroe perduto, e gli promette una nave e i suoi migliori marinai perché venga finalmente riaccompagnato a casa sano e salvo. Durante l'ultimo viaggio Ulisse finalmente realizza di essere solo un uomo, e che essersi sentito superiore agli dei lo ha portato a subire tutto quello che ha patito in quegli anni, ammettendo interiormente il suo pentimento e le sue scuse a Nettuno per avergli recato offesa. Quest'ultimo, vedendo l'umiltà di Ulisse, lo perdona e permette ai Feaci di riportarlo a casa senza più interferire nel viaggio verso Itaca.
Addormentato dai Feaci con un sonnifero, Ulisse viene infatti caricato su una nave e, quando riapre gli occhi, si accorge, commosso ed emozionato, di trovarsi proprio nel suo regno, dove riabbraccia per primo il suo fedele porcaio Eumeo, che lo riconosce nonostante i tanti anni di lontananza. Poco dopo, casualmente, anche la nave di Telemaco torna a Itaca e il ragazzo, piangendo di gioia, ha finalmente l'occasione di incontrare suo padre dopo aver navigato per un anno alla sua ricerca senza ottenere alcuna informazione utile (nemmeno da Menelao). A questo punto sia Telemaco che Eumeo sono impazienti che Ulisse faccia il suo ingresso nel palazzo e si riprenda quello che gli è stato rubato, ma l'eroe sa che i Proci sono in troppi per essere sfidati da un uomo solo, e che se sapessero del suo ritorno lo ucciderebbero subito e senza alcuna difficoltà, per cui è necessario agire con prudenza. Ulisse, quindi, ordina al figlio di non far sapere a nessuno di averlo visto finché non avrà escogitato un piano, e di tacere anche con Penelope perché è tormentato dal dubbio che, a distanza di venti anni, la moglie non lo ami più. Durante la notte però, la dea Atena appare in suo soccorso trasformandolo in un vecchio e cencioso mendicante in modo che nessuno (ad eccezione di Telemaco) possa riconoscerlo, e suggerendogli di presentarsi nel suo palazzo con quell'aspetto affinché riesca ad ottenere delle risposte senza insospettire i nemici.
La mattina dopo, infatti, Telemaco lo fa entrare presentandolo come un mendicante affamato in cerca di ospitalità e ordinando che riceva un'adeguata accoglienza come vuole la legge, ma i Proci non si fanno problemi a schernirlo e a maltrattarlo, così come Antinoo, deciso ad uccidere Telemaco, provoca pesantemente il ragazzo per indurlo ad una sanguinosa lotta a mani nude, come pretesto per eliminarlo. Quest'ultimo, pervaso dalla rabbia, è sul punto di pugnalare l'avversario, ma Ulisse lo ferma e lo convince a ritirarsi salvandogli la vita (consapevole che Antinoo avrebbe comunque avuto la meglio). Quella stessa notte, prima di andare a riposare, Ulisse rivede finalmente Penelope, che gli porge le sue scuse per il comportamento ostile dei Proci e lo ringrazia per aver salvato suo figlio; Ulisse, approfittando del fatto che ella non lo riconosce, riesce ad estorcerle la verità sul fatto che il cuore di Penelope non abbia mai cessato di battere per lui. La regina aggiunge che, essendo ormai Telemaco diventato adulto, è giunto il momento di tener fede alla promessa di scegliere un nuovo marito e di avere intenzione di sottoporre i Proci ad una prova proprio la mattina seguente. L'indomani, infatti, Penelope conduce i Proci in una stanza annunciando che accetterà come nuovo marito colui che riuscirà a tendere l'arco da caccia appartenuto ad Ulisse e con esso a scoccare una freccia attraverso gli anelli allineati di dodici scuri. Intanto, con l'aiuto di Telemaco, di Eumeo e della sua vecchia balia Euriclea (che lo aveva riconosciuto da una cicatrice sulla gamba), Ulisse ha segretamente preparato il suo piano nei minimi dettagli poiché ha ordinato loro di portare via tutte le armi dei Proci e di sprangare ogni uscita dalla stanza. I Proci scoprono fin da subito che nessuno di loro è in grado anche solo di tendere l'arco di Ulisse e, furibondi, sono costretti ad arrendersi e a rimanere a guardare quello che sembrava un debole e innocuo vecchio tendere l'arco e scoccare una freccia attraverso i dodici anelli senza alcuna difficoltà; fatto questo, Ulisse riprende il suo vero aspetto, lasciandoli sbalorditi. L'eroe è finalmente libero di riprendersi il trono e soprattutto di sfogare la sua collera verso i Proci i quali tentano vigliaccamente di evitare la vendetta di Ulisse promettendogli di risarcire tutto quello che gli hanno sottratto ma Ulisse rifiuta affermando che la loro colpa è quella di aver cercato di rubare il suo mondo e il suo regno da lui costruito e infine la moglie e che nessuno avrebbe potuto strappargliela via quindi i Proci, disarmati e bloccati nella stanza senza possibilità di fuga o di difesa, vengono facilmente uccisi uno dopo l'altro da Ulisse e Telemaco a colpi di spada e di frecce; l'ultimo di loro a morire è proprio il perfido Eurimaco che, casualmente, viene impalato insieme Melanto che era divenuta sua amante. Al calar del sole, finalmente si diffonde a Itaca la notizia del ritorno di Ulisse, e Penelope, vedendolo dopo tanti anni ad attenderla nella loro stanza, sviene tra le sue braccia per l'emozione. La miniserie si conclude con l'intimo e romantico ricongiungimento tra Ulisse e Penelope nel loro letto, e quando la moglie gli fa notare che in venti anni lui ha visto tutto il mondo, l'eroe risponde che è come se fosse passato solo un giorno e la rassicura dicendo "Tu sei il mio mondo".

## Differenze tra la miniserie e il poema
- Nel poema Ulisse perde la rotta dopo essere fuggito dalla città di Ismaro, e non a causa della nebbia, ma a causa di una tempesta che lo perseguita per dieci giorni.

- La nave di Ulisse viene separata dalle altre undici a causa della nebbia, mentre nel poema tutte le dodici navi della flotta rimangono unite fino all'approdo nella terra dei Lestrigoni.

- Nella miniserie mancano le visite di Ulisse a Ismaro e la breve avventura nel paese dei Lotofagi. Inoltre nella miniserie il fiore del Loto gli viene somministrato successivamente da Circe e quindi in un contesto completamente diverso.
- Ulisse e i suoi compagni rimangono prigionieri di Polifemo per quasi due giorni, mentre nella miniserie sembra che tale episodio si svolga nel giro di qualche ora. Nel poema. inoltre, Polifemo mangia ben sei uomini, non soltanto due.
- Per sfuggire a Polifemo, Ulisse e i suoi uomini escono dalla caverna aggrappandosi alla pancia di un montone, in modo che il ciclope non li individui con il tatto. Nella miniserie invece è uno degli uomini che, sacrificandosi, distrae il ciclope con il suo flauto.
- Quando Ulisse e i suoi uomini giungono all'isola di Lipari, dove regna Eolo, rimangono ospiti di quest'ultimo per circa un mese, mentre nella miniserie l'incontro si svolge nel giro di pochi minuti.
- Nel poema Eolo abita in un grande palazzo insieme ai suoi dodici figli che nella miniserie non compaiono.
- Nella miniserie Eolo si definisce il dio dei venti, mentre nella mitologia greca egli è un re mortale a cui gli dei hanno affidato il controllo dei venti.
- Nella miniserie Eolo sembra ritenersi superiore a Poseidone, mentre nel poema lo teme.
- La tempesta scatenata dall'apertura dell'otre dei venti riporta la flotta di Ulisse al punto di partenza (Lipari) e non da Circe.
- Nella miniserie manca il tragico incontro della flotta con il popolo cannibale dei Lestrigoni, che affondano undici delle dodici navi e ne divorano gli uomini a bordo.
- Quando Ulisse manda alcuni uomini in esplorazione della terra in cui abita Circe, soltanto Euriloco riesce ad evitare l'inganno della maga e a tornare indietro per avvertire l'eroe. Nella miniserie, invece, Euriloco torna dal resto della ciurma insieme a un maiale sostenendo che si tratta di Polite, un loro compagno trasformato dalla maga.
- Circe trasforma tutti gli uomini giunti nel suo palazzo in maiali e li rinchiude nelle stalle, mentre nella miniserie li trasforma in animali diversi.

- Nella miniserie, per raggiungere Circe, Ulisse deve scalare una parete rocciosa, mentre nel poema questo non è specificato.
- Ermes si presenta ad Ulisse nelle sembianze di un pastorello, mentre nella miniserie il dio è subito riconoscibile.
- La regina Anticlea, madre di Ulisse, non si uccide annegandosi nel mare ma viene lasciato intendere che sia morta di dolore per la presunta morte del figlio. Nel poema, inoltre, Anticlea appare solo come fantasma durante la visita di Ulisse nell'oltretomba.
- Ulisse e i suoi uomini rimangono ospiti di Circe per un anno e quando, al termine di questo periodo, decidono di riprendere il mare, la maga li lascia partire senza opporsi. Nella miniserie, invece si scopre che il palazzo della maga è stregato in modo che al suo interno il tempo scorra diversamente rispetto al mondo esterno e Ulisse scopre che di essere rimasto nel suo letto per cinque anni (che a lui erano sembrati cinque giorni).
- Circe informa Ulisse dei pericoli che avrebbe incontrato nel suo viaggio verso Itaca come le sirene e lo stretto di Scilla e Cariddi, mentre nella miniserie si limita a mandarlo nell'ade a cercare Tiresia.
- Nel poema (e generalmente nella mitologia greca), l'ade è un mondo oscuro, nebbioso e difficilmente accessibile, mentre nella miniserie appare come un luogo dominato da un fiume di fuoco, similmente all'inferno secondo la religione cristiana.
- Ulisse sacrifica l'ariete sgozzandolo con la spada ed offrendone il sangue alle anime per poter parlare con loro, mentre nella miniserie lo sacrifica gettandolo nel fiume di fuoco.
- Tiresia avverte Ulisse di non dare la caccia per nessun motivo al bestiame sacro del dio del sole, mentre nella miniserie gli parla dello stretto di Scilla e Cariddi.
- Ulisse si trattiene brevemente nell'ade per parlare con le anime dei suoi alleati nella guerra di Troia come Agamennone, Achille e Aiace, non soltanto con sua madre.

- Nella miniserie mancano completamente le sirene e, di conseguenza, anche l'astuzia di Ulisse per ascoltarne il canto senza rischiare la vita.
- Il passaggio della nave di Ulisse tra Scilla e Cariddi è molto diverso dal poema dove il protagonista si trova costretto a sacrificare altri sei compagni a Scilla per poter attraversare lo stretto senza ulteriori danni. Nella miniserie, invece, Scilla divora un solo uomo mentre Cariddi ingoia l'intera nave insieme a tutti i restanti compagni superstiti di Ulisse.
- Nel poema il mostro Scilla è gigantesco ed ha sei teste di cane, non solo tre composte soltanto da bocche piene di denti.
- Nella miniserie manca la breve sosta di Ulisse sulla Trinacria, l'isola dove pascola il bestiame del dio del sole, così come il sacrilegio commesso dai suoi compagni uccidendo tali animali-
- I rimanenti uomini di Ulisse vengono sterminati da una folgore scagliata da Zeus in persona come punizione per essersi cibati con il bestiame sacro del dio del sole, mentre nella miniserie vengono divorati da Scilla e inghiottiti da Cariddi.
- Nel poema la ninfa Calipso vive in totale solitudine, mentre nella miniserie è circondata dalle sue ancelle.

- L'isola di Calipso (chiamata Ogigia) è un luogo paradisiaco dominato da una vegetazione fitta e rigogliosa, mentre nella miniserie appare come piccola e composta quasi esclusivamente da roccia calcarea, senza alcun tipo di vegetazione.
- La parte della miniserie in cui Ulisse tenta di attirare l'attenzione da una nave di passaggio per poi essere fermato dalle ancelle di Calipso non è presente nel poema.
- Ulisse rimane "prigioniero" di Calipso per ben sette anni, non soltanto due.
- Nella miniserie manca la discussione fra Atena e Zeus riguardo al destino di Ulisse, al termine della quale Zeus si convince a mandare Ermes a Ogigia per comunicarle l'ordine di lasciare Ulisse libero di ripartire.
- La parte della miniserie in cui Eurimaco seduce una giovane ancella di Penelope per poter scoprire l'inganno della tela non è presente nel poema.

- Nausicaa trova casualmente Ulisse svenuto sulla spiaggia mentre sta giocando a palla con le sue ancelle, mentre nella miniserie sta sciacquando delle vesti.

- Nella miniserie manca la parte in cui re Alcinoo invita Ulisse (di cui ignora l'identità) ad assistere ai giochi sportivi organizzati dai Feaci.

- Nella miniserie è assente anche il cantore cieco Demodoco che, nel poema, suscita la commozione di Ulisse mentre narra la storia della guerra di Troia e lo convince a svelarsi ad Alcinoo e a narrare le proprie avventure..

- Nella	miniserie, i Feaci lasciano Ulisse addormentato sulla spiaggia di Itaca e se ne vanno indisturbati, mentre nel poema essi subiscono l'ira di Poseidone che, adirato per il fatto che Ulisse sia comunque arrivato a casa, trasforma la nave e tutto l'equipaggio in uno scoglio.

- Nella miniserie, il primo personaggio che Ulisse incontra una volta tornato a Itaca è il suo fedele porcaio Eumeo, che lo riconosce immediatamente, mentre nel poema Ulisse incontra prima Atena, dalla quale si lascia trasformare in vecchio mendicante proprio per mettere alla prova la fedeltà di Eumeo (temendo di non essere più il benvenuto).

- Nella miniserie, i Proci complottano di uccidere Telemaco con il pretesto di indurlo a combattere in una sanguinosa colluttazione contro il più spietato di loro, Antinoo, ma il loro piano viene sventato da Ulisse, che salva il figlio convincendolo a ritirarsi. Questa scena è totalmente inventata e va a sostituire quella del poema in cui Ulisse, creduto un mendicante, viene aggredito da un vero mendicante di nome Iro, che l'eroe sconfigge facilmente gettandolo poi fuori dal palazzo.
- Nel poema Antinoo muore per mano dello stesso Ulisse, la cui freccia lo trafigge alla gola mentre egli sta bevendo del vino da una coppa. Nella miniserie è Telemaco ad ucciderlo, trafiggendolo con un giavellotto.
- Nella miniserie mancava l'episodio di Argo,il cane di Ulisse,che nel poema muore dopo avere riconosciuto il suo padrone.
- Nella miniserie, Penelope, rivedendo Ulisse dopo venti anni, sviene per l'emozione tra le sue braccia, mentre nel poema ella dapprima non lo riconosce ma si convince quando Ulisse non le prova la sua identità dicendole un segreto che solo lui può conoscere (il fatto che il loro letto sia stato ricavato dal ceppo di un ulivo).

- Nella miniserie manca completamente Laerte, il vecchio padre contadino di Ulisse.

## Riconoscimenti
- 1998 - Premi Emmy
  - Miglior Regia a Andrej Končalovskij.
  - Migliori Effetti Speciali e Visivi a Mike McGee

## Trasmissioni ed edizioni in italiano
- La miniserie, prodotta da Francis Ford Coppola, è stata trasmessa negli Stati Uniti d'America il 18 e il 19 maggio 1997 su NBC e invece in Italia è stata trasmessa su Canale 5 il 28 e il 29 settembre successivo. In seguito è stata replicata sempre su Canale 5 e poi su Italia 1 in una versione "cinematografica" da 100 minuti complessivi. Oltre ai vari passaggi televisivi, nel 2000 è stata pubblicata anche in DVD da Medusa con il titolo "L'Odissea", oggi quasi introvabile, e nel 2006 la Equator e 01 Distribution ne hanno prodotto una nuova edizione con il titolo originale "The Odyssey".
- L'edizione italiana della miniserie ha mescolato nomi latini e greci, e dopo una prima versione in due puntate, è stata successivamente divisa in tre nelle repliche.